# Was dein Herz dir sagt – Adieu ihr Idioten!
Was dein Herz dir sagt – Adieu ihr Idioten! (Originaltitel: Adieu les cons, dt.: „Adieu ihr Idioten“; internationaler Titel: Bye Bye Morons) ist ein französischer Spielfilm von Albert Dupontel aus dem Jahr 2020. Es ist eine Tragikomödie, eine Satire, mit schwarzem Humor und fantastischen Elementen, von Terry Gilliams dystopischen Spielfilm Brazil aus dem Jahr 1985 inspiriert. Dupontel, der auch die männliche Hauptrolle übernahm, widmete seine achte Regiearbeit dem verstorbenen Monty-Python-Komiker Terry Jones (1942–2020). Die titelgebenden „Idioten“ sind Angestellte des öffentlichen Dienstes und Polizisten, die in einer düsteren, neurotischen, bürokratisierten und technisierten Welt mehr als Roboter, denn als Menschen agieren.
Bei der César-Verleihung 2021 erhielt der Film sechs Auszeichnungen, darunter der Preis für den Besten Film des Jahres. Der deutsche Kinostart erfolgte am 20. Oktober 2022.

## Handlung
Der 43-jährigen Friseurin Suze Trappet wird von ihrem Arzt mitgeteilt, dass sie nicht mehr lange zu leben hat. Das Inhalieren von Haarspray habe dazu geführt, dass sich eine Autoimmunkrankheit herausbildete, die ihre Lunge zerstört. Immer wieder hustet sie Blut in ihr Taschentuch. Suze hat jetzt nur noch das Verlangen, ihren Sohn wiederzusehen. Sie war als 15-Jährige niedergekommen und ihre Eltern hatten sie gezwungen, der sofortigen Adoption zuzustimmen, so dass sie ihr Kind nie gesehen hat.
Der 50-jährige Computerexperte Jean-Baptiste („JB“) Cuchas, zuständig für die Sicherheit im Ministerium, wird zu seinem Chef gerufen und darüber informiert, dass er das von ihm in jahrelanger Arbeit entworfene neue IT-Sicherheitskonzept einem jüngeren Kollegen übergeben muss. Er könnte aber noch beratend tätig bleiben.
Jean-Baptiste versucht, sich mit einem großkalibrigen Jagdgewehr zu erschießen. Er will jeden Kollateralschaden vermeiden, hat sogar noch Geld für die Bergung seines Leichnams hinterlassen. Doch der Selbstmord geht schief. Er durchschießt die Wand im Gesundheitsamt und trifft einen Angestellten an der Schulter. Dieser teilte Suze gerade gleichgültig mit, dass sie dank verschiedener bürokratischer Hürden keine Chance hat, den Verbleib ihres Sohnes zu ermitteln.
Suze nutzt die allgemeine Verwirrung nach Jean-Baptistes fehlgeschlagem Suizidversuch und birgt den ohnmächtigen JB und seinen Computer. Sie will ihn nun mit Erpressung dazu bringen, ihr zu helfen, ihren Sohn zu finden. Im Archiv des Gesundheitsamtes stoßen sie auf den blinden Serge Blin, der sein Augenlicht verlor, weil er zufällig in eine Antiterroraktion der Polizei geriet. Auch im Archiv werden sie von einer Antiterroraktion der Polizei überrascht, denn Jean-Baptiste wird inzwischen als Terrorist gesucht. Er konnte sich vorher telefonisch nicht erklären, und die Polizei ist von hysterischer Terrorneurose beherrscht. Jean-Baptiste wird verhaftet, Suze und Serge können fliehen.
Durch einen Verkehrsunfall, den der blinde Serge zufällig verursacht, kommt Jean-Baptiste wieder frei. Die Akten aus dem Archiv des Gesundheitsamtes helfen bei der Suche nach Suzes Sohn nicht weiter. Jean-Baptiste findet mit seinem vernetzten Computer den Arzt, der die Geburt von Suzes Sohn begleitet hatte. Sie finden heraus, dass der Arzt das Baby nicht dem Gesundheitsamt überließ, sondern an ein kinderloses Ehepaar weitergab. Die Zieheltern sind inzwischen verstorben. Sie finden Suzes Sohn in einer Vorortsiedlung. Er wohnt seiner Stellung als Computer-Experte nicht entsprechend in einem Verwaltungsanbau. Jean-Baptiste erkennt aus eigener Erfahrung sofort, dass der Sohn nicht glücklich ist. Der junge Mann hat seine Wohnung ganz bewusst in der Nähe seiner großen Liebe gewählt. Er ist verliebt, aber unfähig, sich dieser Frau außer über anonyme Briefe direkt zu erklären. Zufällig arbeitet sie auch in derselben Verwaltung wie er. Jean-Baptiste dringt nun elektronisch in die Steuerung des Hauses ein und löst Feueralarm aus, dabei werden der Sohn und seine große Liebe in einem Fahrstuhl eingeschlossen. Suze kann ihren Sohn über das Mikrofon des Fahrstuhlnotdienstes ermutigen, sich zu seiner Liebe zu bekennen und bringt die beiden zusammen.
Die Polizei erscheint, Suze und Jean-Baptiste müssen wieder fliehen, der blinde Serge lenkt sie ab. Auf einem Parkplatz werden sie gestellt. Jean-Baptiste weiß nun, was ihm in seinem Leben gefehlt hat: Dem nachgehen, „was dein Herz dir sagt“. Er bekennt Suze seine Liebe. Suze nimmt die Waffe eines Polizisten an sich und beschließt mit Jean-Baptiste, den Suizid nun gemeinsam zu begehen. Bei einem Kuss nimmt sie die Waffe hoch und das Paar wird von der hochneurotischen Polizei erschossen.

## Entstehungsgeschichte

### Drehbuchentwicklung und Besetzung

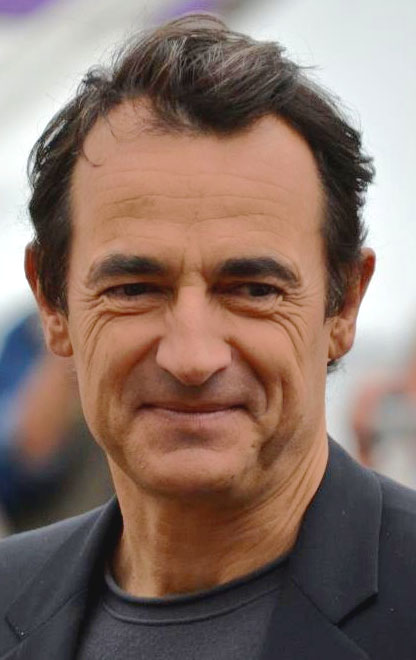
Albert Dupontel (2012)

Adieu les cons ist der achte Spielfilm des Schauspielers und Filmemachers Albert Dupontel, für den er auch das Drehbuch verfasste. Er plante den Film als „burleske Tragödie“ und wollte verschiedene Filmgenres miteinander vermischen, wobei ihm der Schreibprozess eigenen Angaben zufolge Schwierigkeiten bereitet hätte. „Ich habe 18 Monate damit verbracht, die gleiche Geschichte 20 Jahre lang neu zu schreiben“, so Dupontel, der sich selbst als „narrativen Sisyphos“ begreift und sich u. a. für Filme von Charlie Chaplin, Terry Gilliam und Ken Loach begeistert. Großen Eindruck bei ihm hinterlassen hätte Gilliams dystopische Komödie Brazil (1985), die für Adieu les cons Pate stand. Dupontel verstand seinen Film als demütige Würdigung, indem er die gleichen kafkaesken Abweichungen von der Welt in die Gegenwart übertrug. Auch übernahm Dupontel die Figurennamen von Robert De Niro (Tuttle), Ian Holm (Kurtzmann) und Michael Palin (Lint) für seine Regiearbeit und ließ Gilliam einen Cameo-Auftritt als Waffenhändler zukommen. Der hatte das Drehbuch vorher gelesen und Dupontels Film als „so unwahrscheinlich wie die Realität“ gelobt.
Dupontel begann mit der Grundidee um zwei gegensätzliche Figuren – eine, die leben möchte, aber nicht kann (Suze), und eine, die leben könnte, aber nicht will (JB). Dabei griff Dupontel erneut auf die Themen Abstammung und Mutterschaft zurück, die auch in seinen vorangegangenen Regiearbeiten Bernie (1996), Le Vilain (2009), 9 mois ferme (2013) und Au revoir là-haut (2017) auftauchen. Während Suze und JB normale Menschen darstellen, mit denen sich die Zuschauer identifizieren können, ist es die schrullige Figur des Mr. Blin, die den Film ins Fantastische abdriften lässt. Die Zusammenarbeit mit Virginie Efira in der Rolle der Suze und mit Nicolas Marié als Blin sei Dupontel leicht gefallen. Dadurch habe er neben Drehbuch und Regie auch als Schauspieler die männliche Hauptrolle übernehmen können. Marié, den er für seine zerbrechlichen Darstellungen lobte, war zuvor in fast allen seinen Regiearbeiten aufgetreten. Ebenso hatte Dupontel zuvor mit Michel Vuillermoz und Philippe Uchan zusammengearbeitet, die die Rolle des Kurtzman bzw. des Psychologen übernahmen.

### Verpflichtung von Virginie Efira und Nicolas Marié

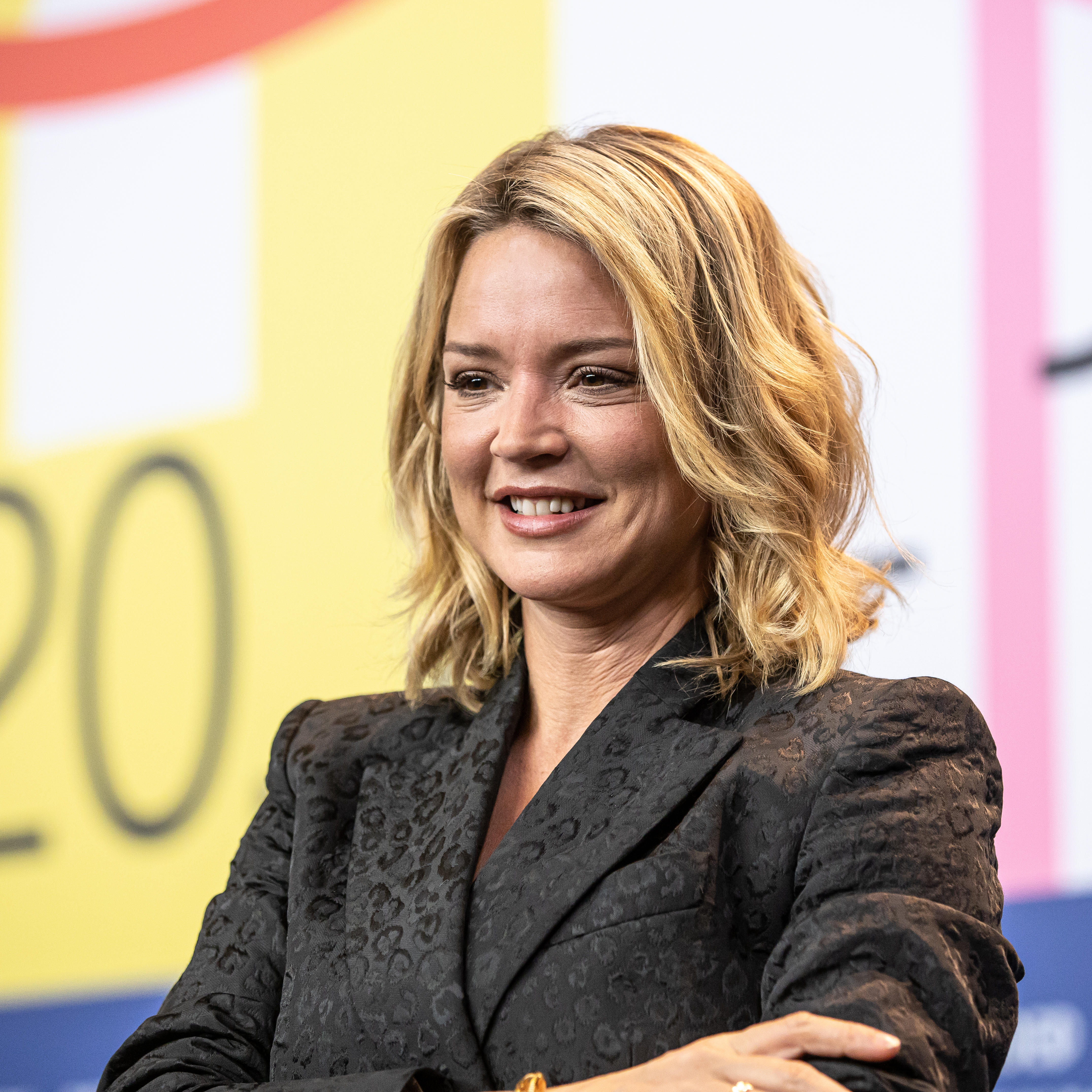
Virginie Efira (2020)

Virginie Efira arbeitete das erste Mal mit Albert Dupontel zusammen und war das zweite Mal nach Mein ziemlich kleiner Freund (2016) in einer schwarzen Komödie zu sehen. Sie kannte zuvor nur Dupontels zweite Regiearbeit Le créateur (1999) und sah sich als Vorbereitung alle seine Filme an, wenn auch nicht in chronologischer Reihenfolge. Vor allem habe ihr 9 mois ferme gefallen. Efira hatte beim Lesen des Drehbuchs zum Teil Probleme, sich die einzelnen Szenen vorzustellen. Vorbehalte lösten sich erst bei Testaufnahmen, in denen Dupontel in die Rolle der Suze schlüpfte und sie mit der Technik vertraut machte. Dabei musste sie sich an seine überbordende Energie als Schauspieler und Regisseur erst gewöhnen. Efira bezeichnete Dupontel rückblickend als „echten Regisseur“, der nichts dem Zufall überlassen und alles durchdacht und vorweggenommen hätte. Sie sah sich als eine Art „Werkzeug“, das sich in den Dienst des „anspruchsvollen, leidenschaftlichen und obsessiven“ Filmemachers stellte. Es habe ihr Spaß gemacht, an seiner Seite ihre beste Schauspielleistung abzurufen. Die Zerbrechlichkeit der Suze spiegele sich auch im Kostüm von Efira wider. Ihre „Uniform der Weiblichkeit“, bestehend u. a. aus einem schwarzen Rock und flachen Absätzen, die sich im Laufe des Films nicht ändert, stehe für eine „typische Weiblichkeit“ und passe eigentlich nicht zum bevorstehenden Abenteuer. Suze wirke nicht verführerisch und ihre Garderobe verhindere, große Schritte zu machen. Dupontel bewunderte Efira rückblickend für die Zärtlichkeit und Menschlichkeit, die sie der Figur zukommen ließ.

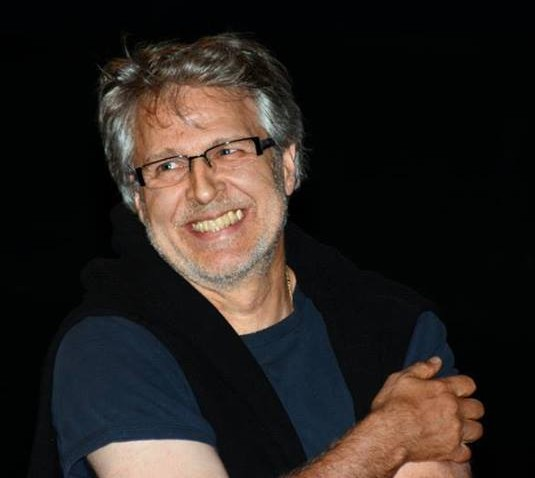
Nicolas Marié (2013)

Für Nicolas Marié war es die sechste Zusammenarbeit mit Dupontel, dem er eigenen Angaben zufolge blind vertraut. Beide kannten sich seit Beginn von Dupontels Schauspielkarriere fast 30 Jahre lang, als sie Adieu les cons drehten. Marié liebe Rollen, die weit von ihm entfernt sind. Die Szenen, die im fertigen Film wie improvisiert wirken, seien hart erarbeitet. Dupontel habe vor Beginn der Dreharbeiten sechswöchige Proben angesetzt und den Schauspielern Fotos vom Filmset gezeigt, damit sie sich auf die Dreharbeiten einstellen konnten. Marié bemerkte neben Dupontels „fast klösterlicher Strenge“ ebenfalls eine „unerschöpfliche Lebensenergie“ bei ihm.

### Dreharbeiten und Postproduktion
Im Vergleich zu seinem vorangegangenen Film, dem preisgekrönten Historiendrama Au revoir là-haut, empfand Dupontel die Dreharbeiten an Adieu les cons als einfacher, auch wenn Hitzewellen zu vermehrt körperlicher Anstrengung führten. Er konzentrierte sich auf das „emotionale Geschichtenerzählen“ und verzichtete weitgehend auf Außendrehs. Die Schauspieler agierten vor einem Bluescreen, während die Bildhintergründe durch visuelle Effekte (VX) nachträglich eingefügt wurden. Die unheimlich anmutenden, urbanen Hintergründe, mit denen Dupontel die städtische Umgebung für seine Geschichte zu poetisieren und vergrößern versuchte, wurden in achtmonatiger Arbeit vom Spezialeffekte-Supervisor Cédric Fayolle angepasst. Für die Kamera engagierte er erstmals Alexis Kavyrchine, mit dem er sich darauf verstand, mit Kontrasten zu arbeiten und das Licht am Filmset zu minimieren. Um die Bilder von der Realität zu distanzieren, wurden die Szenen in besonders warme Farben getaucht. Bei der Umsetzung halfen die Kamera- und Lichttechniker Stéphane Martin und François Comparot. Sehr viel Zeit verwandte Dupontel in der Postproduktion vor allem für den Einsatz der Musik und für den Schnitt, für die Christophe Julien und Christophe Pinel zuständig waren. Mit dem Komponisten und dem Editor hatte er bereits zuvor zusammengearbeitet.
Dupontel widmete Adieu les cons dem im Jahr 2020 verstorbenen Monty-Python-Komiker Terry Jones. Jones hatte sich von seinem ersten Spielfilm Bernie begeistert gezeigt und um eine VHS-Kopie gebeten, um sich den Film ansehen zu können. Später übernahm er auch einen Cameo-Auftritt als „Gott“ in Dupontels Le créateur (1999). Die Produktionskosten betrugen 10 Millionen Euro.

## Rezeption
Die Uraufführung des Films fand am 29. Juni 2020 in Lorient statt. Der reguläre Kinostart in Frankreich erfolgte am 21. Oktober 2020, kurz vor der coronabedingten Schließung der Kultureinrichtungen. Adieu les cons erreichte innerhalb von nur zehn Tagen im Verleih von Gaumont über 700.000 Zuschauer und belegte Platz 1 der Kinocharts. Es war der bis dahin beste Kinostart für einen Film von Dupontel. Am 19. Mai 2021 nach Beendigung der coronabedingten Schließung der Kinos sorgte Gaumont für eine erneute Präsentation des Films in den Kinos. Der Film erreichte schließlich mehr als zwei Millionen Besucher.
Die einflussreiche französische Tagespresse kritisierte überwiegend Adieu les cons. Auf der Website Allociné hält Adieu les cons derzeit eine Presse-Bewertung von 3,7 von 5 Sternen, basierend auf über 40 französischsprachigen Kritiken. Eric Neuhoff (Le Figaro) überschrieb seine Kritik mit dem Titel „kafkaesk“ und empfand den Film als zu bunt, zwischen „Poesie und Cartoon“ wechselnd. Er verglich Adieu les cons mit einem Fotoroman sowie einem Kuchen, bei dem der Konditor nicht an Schlagsahne gespart hätte. Neuhoff nannte das Finale mit seiner selbstgefälligen Schwere „peinlich“. Didier Péron (Libération) kritisierte die Schauspielleistung von Virginie Efira, während Dupontel als Regisseur nicht an Terry Gilliam heranreiche. Die französische Tageszeitung konnte die späteren César-Auszeichnungen an den „düsteren“ Film nicht nachvollziehen. Dupontels „fälschlicherweise radikales Kino“ könne aber im Corona-Jahr als eines der seltenen Aushängeschilder des Mainstream- und Autorenkinos einen hohen Stellenwert einnehmen. Véronique Cauhapé (Le Monde) empfand „keinen Spaß“ beim Ansehen des Films. Adieu les cons werde man vergessen, sobald man ihn zu Ende konsumiert hätte.
Besser reagierte die deutsche Kritik auf den Film. Bettina Peulecke vom NDR meint: „»Was dein Herz dir sagt – Adieu ihr Idioten!« ist eine burleske Tragödie, manchmal fast surrealistisch, mit tollen Bildern und tollen Schauspielern.“ „Am Ende wird der brave Informatiker zum »deus ex machina« und hackt das System, um ein individuelles Glück zu fördern. Dupontels burleske Tragödie ist ein geradezu verzweifeltes Plädoyer für Poesie, Liebe und menschliche Zugehörigkeit als Rettung vor den Maschinen“, schreibt Birgit Roschy. Marius Nobach: „dass es dazu über hochemotionale Demonstrationen von Liebe kommt, mag vielleicht nicht die alleroriginellste Idee sein, wird von Dupontel aber mit außerordentlicher inszenatorischer Kraft und Konzentration vorangetrieben. So viel Spannung, wie sie hier mitunter entsteht, wenn zwei Menschen in einem Raum stehen und ihre Gefühle füreinander (wieder)entdecken, gelingt kaum einem Krimi, geschweige denn üblichen Romanzen. In diesen Augenblicken präsentiert sich dieser Film um eine Todgeweihte und einen Lebensmüden, die sich mühsam durch eine feindselige Welt schlagen, mit einem Mal bemerkenswert lebensbejahend.“

## Auszeichnungen
Adieu les cons wurde zwischen 2021 und 2022 für über ein Dutzend Auszeichnungen nominiert und gewann den französischen Filmpreis César in sechs Kategorien, darunter als Bester Film sowie einen Sonderpreis (César des lycéens). Dupontel selbst blieb der Verleihung fern, da ihn der intellektuelle Vergleich von Kunstwerken eigenen Angaben zufolge „perplex“ mache. An seiner Stelle nahm die Produzentin des Films, Catherine Bozorgan, die für ihn bestimmten Preise entgegen.
| Filmpreis          | Kategorie                | Resultat  | Preisträger/ Nominierte                       |
| ------------------ | ------------------------ | --------- | --------------------------------------------- |
| César 2021         | Bester Film              | Gewonnen  | Catherine Bozorgan                            |
| César 2021         | Beste Regie              | Gewonnen  | Albert Dupontel                               |
| César 2021         | Beste Hauptdarstellerin  | Nominiert | Virginie Efira                                |
| César 2021         | Bester Hauptdarsteller   | Nominiert | Albert Dupontel                               |
| César 2021         | Bester Nebendarsteller   | Gewonnen  | Nicolas Marié                                 |
| César 2021         | Bestes Originaldrehbuch  | Gewonnen  | Albert Dupontel                               |
| César 2021         | Bestes Szenenbild        | Gewonnen  | Carlos Conti                                  |
| César 2021         | Beste Kostüme            | Nominiert | Mimi Lempicka                                 |
| César 2021         | Beste Kamera             | Gewonnen  | Alexis Kavyrchine                             |
| César 2021         | Bester Schnitt           | Nominiert | Christophe Pinel                              |
| César 2021         | Bester Ton               | Nominiert | Jean Monondo, Gurwal Coïc-Galles, Cyril Holtz |
| César 2021         | Beste Filmmusik          | Nominiert | Christophe Julien                             |
| César 2021         | César des lycéens        | Gewonnen  | Albert Dupontel                               |
| Goya 2022          | Bester europäischer Film | Nominiert | k. A.                                         |
| Magritte 2022      | Beste Hauptdarstellerin  | Nominiert | Virginie Efira                                |
| Prix Lumières 2021 | Bester Film              | Nominiert | Catherine Bozorgan, Albert Dupontel           |
| Prix Lumières 2021 | Beste Regie              | Nominiert | Albert Dupontel                               |
| Prix Lumières 2021 | Beste Darstellerin       | Nominiert | Virginie Efira                                |
| Prix Lumières 2021 | Bester Darsteller        | Nominiert | Albert Dupontel                               |